# إيراسموس رينهولد
إيراسموس رينهولد (بالألمانية: Erasmus Reinhold)‏ (و. 1511 – 1553 م) هو رياضياتي، وعالم فلك، وأستاذ جامعي من ألمانيا. ولد في زالفلد.
توفي في زالفلد، عن عمر يناهز 42 عاماً.

## التعليم
تعلم في جامعة هاله.